# Єрмолінський Олексій Владиславович
Олексій Владиславович Єрмолінський (рос. Алексей Владиславович Ермолинский; нар. 11 квітня 1958, Ленінград) – американський шахіст російського походження, гросмейстер від 1992 року.

## Шахова кар'єра
До 1989 року виступав на турнірах, які проходили в Радянському Союзі. Потім деякий час жив у Італії, де переміг на турнірах, які відбулися в Каорле, Форлі, Сан-Бенедетто та Арко. 1990 року виїхав до США i невдовзі отримав громадянство тієї країни. W 1991 поділив 2-ге місце (позаду Бориса Гулька) у Філадельфії. На турнірах, які відбулися у тому самому місті переміг у 1992 i 1993 роках. У наступних роках посів або поділив 1-ше місце, зокрема, в таких містах як: Ешвіль, Рено i Норт-Бей (1994), Ешвіль, Воберн, Філадельфія, Конкорд i Кінгс-Айленд (1995), Філадельфія, Лос-Анджелес i Гронінген (1996), Кіссіммі i Вашингтон (1997), Ешвіль, Аллентаун, Воберн i Філадельфія (1998), Ньюбург (1999), Ледьярд i Сент-Пол (2000), Калі (2001, золота медаль чемпіонату Америки), Лас-Вегас (2002), Су-Фолс, Сан-Франциско, Сан-Дієго i Рено (2003), Сан-Франциско (2005), а також Індіанаполіс (2009).
Двічі святкував перемогу на чемпіонатах США, у 1993 (разом з Олександром Шабаловим) і 1996 роках. Чотири рази (1997, 1999, 2000, 2001) взяв участь у чемпіонатах світу ФІДЕ, які проходили за олімпійською системою, найкращий результат показав 2000 року в Нью-Делі, де потрапив до 3-го раунду  (в якому поступився Майклові Адамсу).
У 1992-2000 роках п'ять разів взяв участь у шахових олімпіадах, здобувши 4 медалі: 2 в командному заліку (1998 – срібна i 1996 – бронзова), а також 2 в особистому (обидві 1996 року – срібну за виступ на 2-й шахівниці і бронзову – за турнірний перформенс). Крім того двічі представляв Сполучені Штати на командних чемпіонатах світу, 1993 року здобувши в командному заліку золоту медаль, і 1997 – срібну. Обидва рази здобув також бронзові медалі в особистому заліку.
Завдяки успіхам у другій половині 1990-х років належав до розширеної когорти провідних шахістів світу. Найвищий рейтинг Ело в кар'єрі мав станом на 1 січня 1998 року, досягнувши 2660 пунктів ділив тоді 19-те місце в світовій класифікації ФІДЕ, водночас посідав 2-ге місце (позаду Гати Камського) серед американських шахістів.

## Особисте життя
Дружина Олексія Єрмолінського - гросмейстер серед жінок литовського походження Камілла Багінскайте.

## Зміни рейтингу
| На цьому місці має відображатися графік чи діаграма, однак з технічних причин його відображення наразі вимкнено. Будь ласка, не видаляйте код, який викликає це повідомлення. Розробники вже працюють для того, щоби відновити штатне функціонування цього графіка або діаграми. | |
| | На цьому місці має відображатися графік чи діаграма, однак з технічних причин його відображення наразі вимкнено. Будь ласка, не видаляйте код, який викликає це повідомлення. Розробники вже працюють для того, щоби відновити штатне функціонування цього графіка або діаграми. |